# 松阪市立第四小学校
松阪市立第四小学校（まつさかしりつ だいよんしょうがっこう）は三重県松阪市の市立小学校。2016年（平成28年）5月1日現在の児童数は22学級571人、教員数は33人。

## 歴史
1925年（大正14年）4月に吉祥寺を仮の本校、松阪第一尋常高等小学校を第一分教場、玄樹寺を第二分教場、大口青年倶楽部を第三分教場として松阪第四尋常小学校の名称で開校した。1927年（昭和2年）4月、高等科を松阪第一尋常高等小学校から当校に移し、松阪第四尋常高等小学校に改称した。1931年（昭和6年）4月に実科専修女学校を併設、1935年（昭和10年）7月に同校は女子青年学校へ改称した後、1936年（昭和11年）3月に女子青年学校は松阪市立実科高等女学校（現・三重県立松阪高等学校）へ統合されて廃止となった。
1941年（昭和16年）4月、国民学校令により松阪第四国民学校に改称、1947年（昭和22年）4月、松阪市立第四小学校に改称した。

## 校区
※は、一部の番地で学区（校区）が異なる。市立中学校に進学する場合、松阪市立鎌田中学校の校区に含まれる。
- 朝日町
- 朝日町一区
- 郷津町
- 中央町
- 高町
- 若葉町
- 石津町※
- 大口町※
- 鎌田町※
- 西町※
- 本町※
- 宮町※

## コミュニティ・スクール
第四小学校は、2011年（平成23年）度に文部科学省のコミュニティ・スクールの研究指定校となり、2013年（平成25年）度から本格的な活動を開始した。活動の契機となったのが、第四小学校区を包含する鎌田中学校の校舎建て替え計画であり、第四小・港小・鎌田中の3校をコミュニティ・スクールとし、その活動実践を建て替え計画に反映させるとともに、小中一貫教育をも視野に入れた。2014年（平成26年）度は読み聞かせや通学時の見守りなど、児童の保護者を中心とした約3,500人が第四小のボランティア活動に参加した。

## 著名な出身者
- 土性沙羅 - レスリング選手、リオデジャネイロオリンピック金メダリスト[7]
- 竹上真人 - 政治家、松阪市長[8]